# Don’t Cry for Me Argentina
Don’t Cry for Me Argentina – piosenka nagrana pierwotnie przez Julie Covington w 1976, która znalazła się na albumie koncepcyjnym Evita. Autorem muzyki jest Andrew Lloyd Webber, słowa napisał Tim Rice. W 1978 utwór pojawił się w musicalu Evita. Pierwotnie nazywał się „It’s Only Your Lover Returning”, jednakże Rice ostatecznie zmienił tytuł na „Don’t Cry for Me Argentina”. Pojawia się na początku drugiego aktu Evity, śpiewany przez postać grającą Evę Perón, stojącą na balkonie argentyńskiego pałacu prezydenckiego.

## Wersje innych wykonawców
- Olivia Newton-John (1977, album Making a Good Thing Better)
- The Carpenters (1977, album Passage)
- Petula Clark (1977, singel CBS)
- Elaine Paige (1978)
- Shirley Bassey (1978)
- The Shadows (1978)
- Milva (1978) - Non piangere piu Argentina
- Festival (1979; wersja disco)
- Tom Jones (1979, album Rescue Me)
- Patti LuPone (1979)
- The Dooleys (1980, album Full House)
- Joan Baez (1980)
- Marti Webb (1981, album Won't Change Places)
- Donna Summer (1981)
- Barbara Dickson (1985)
- Stephanie Lawrence (1988)
- Sinéad O’Connor (1992, album Am I Not Your Girl?)
- Sarah Brightman i The Mike Flowers Pops (1996)
- Madonna (1996, w filmie Evita)
- Maria Friedman (1996)
- Priscilla Chan (1997)
- Judy Collins (1999, album Classic Broadway)
- Me First and the Gimme Gimmes (1999, album Me First and the Gimme Gimmes Are a Drag)
- Julian Lloyd Webber (2001, album Lloyd Webber Plays Lloyd Webber)
- Elena Roger (2006)
- Tina Arena (2008)
- Cilla Black
- Sharon Campbell
- Fiona Hendley
- Paloma San Basilio i Nacha Guevara (wersja hiszpańskojęzyczna No llores por mí Argentina)
- Katja Ebstein (niemieckojęzyczna wersja Wein’ nicht um mich Argentinien)
- Laura Branigan (na koncertach)
- Gheorghe Zamfir (wersja instrumentalna)
- Chris Colfer i Lea Michele (na potrzeby serialu Glee i na koncertach Glee Live)
- Christina Aguilera (2014; cover nagrany, lecz nieopublikowany)

W 1979 polską wersję utworu pt. Nie czekaj mnie w Argentynie nagrała Zdzisława Sośnicka, polski tekst (sł. Bogdan Olewicz) nie jest tłumaczeniem oryginalnego.